# Finlands Davis Cup-lag
Finlands Davis Cup-lag representerar Finland i tennisturneringen Davis Cup, tidigare International Lawn Tennis Challenge. Finland debuterade i sammanhanget 1928, och har bland annat kvalat till elitdivisionen tre gånger.